# Bahamut
Behemoth (heb. בהמות, arap. بهيموث, bahímút) je mitološka zvijer, slična zmaju ili čak sinonim za zmaja s velikom snagom i zubima. Smatra se da Behemoth predstavlja egipatsko božanstvo Tawaret, odnosno nilskog konja.
U židovskoj mitologiji, Behemoth je bio simbol sveg zla na zemlji. Spominje se u starozavjetnoj knjizi o Jobu (Job 40,15-24), gdje se opisuje kao veliki i snažni nilski konj.
U apokrifnoj Knjizi proroka Henoka (Hen 60,7-8) opisuje se podrijetlo ovog demona. Bog je stvorio dva čudovišta, žensko imenom Levijatan koje obitava u oceanima i muško, Behemotha koji živi u pustinji.
Behemoth se ne spominje na popisu demona u djelu Johanna Weyera (1515. – 1588.) Pseudomonarchia Daemonum, iako Weyer priznaje da bi Behemoth mogao biti sam Sotona. Međutim, Collin de Plancy (1793. – 1881.) ga navodi u svojoj knjizi Dictionnaire Infernal (1863.).